# Fédération du Cap-Vert de football
Pour les articles homonymes, voir FCF.
La Fédération du Cap-Vert de football (Federação Caboverdiana de Futebol (pt) FCF) est une association regroupant les clubs de football du Cap-Vert et organisant les compétitions nationales et les matchs internationaux de la sélection du Cap-Vert.
La fédération nationale du Cap-Vert est fondée en 1982. Elle est affiliée à la FIFA depuis 1986 et est membre de la CAF depuis 2000.
Son siège se trouve à Praia, la capitale.

## Liens externes

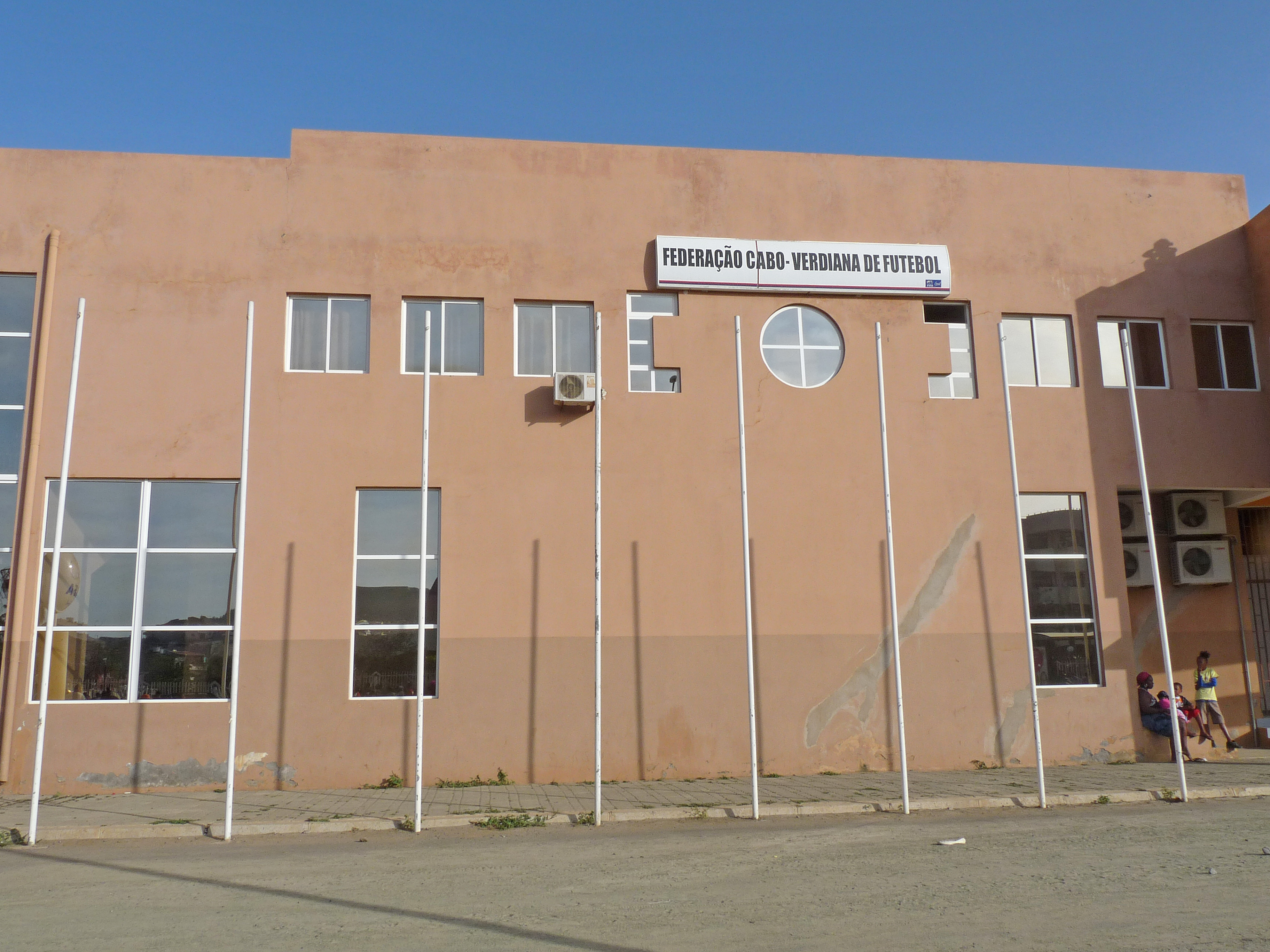
Siège de la FCF à Praia

## Présidents
- 1999-2015 : Mario Semedo
- 2015-2017 : Victor Osório
- 2017- : Mario Semedo[1]